# Deïdo
Deïdo (ehemals Bonabela oder Deidodorf, auch Dido) ist ein Quartier innerhalb des Arrondissement (französisch commune d'arrondissement) Douala I der kamerunischen Großstadt Douala. Das Quartier liegt zentral in der Stadt und, wie auch Douala selbst, in der Region Littoral im Département Wouri.

## Standort
Das Quartier erstreckt sich über einen nördlichen Teil der Bezirksgemeinde am Ufer des Wouri, nordöstlich des Boulevard de la Réunification (Straße P14) und westlich des Boulevard de la République und somit zwischen Akwa und Akwa-Nord.

## Geschichte
Der Ursprung Deïdos geht, wie bei vielen anderen Stadtteilen Doualas auf eine zunächst eigenständige Fischersiedlung am Ufer des Wouri zurück. Diese Siedlung wurde von den europäischen Entdeckern der Küste Kameruns Mitte des 18. Jahrhunderts „Deidodorf“ genannt. Die Siedlung wurde von den Bonabéri und den Bonanjo bewohnt, beides Stämme desselben Duala-Clans.

### Gründungslegende des Ortes
Weiterhin existiert auch für diesen Ort eine Gründungslegende nach der die Einwohner von einem Vorfahren der Abo des Bankon-Volkes und einer Duala-Frau aus der „Kouo“-Familie stammen. Nach dieser Legende hatte ein Nachkomme eines Mannes namens Ebongue sein Heimatdorf im Norden mit seinem Volk verlassen, um „Salz von der Küste holen“, was wohl als Kriegs- und Eroberungszug gewertet werden kann. Nach verschiedenen Zwischenstationen, unter anderem am Berges Koupe, in Penja, Njombé und Mbanga passierte die Gruppe geführt von Nachfahren Ebongues Yabassi und erreichte schließlich das Wouridelta.
Der Anführer Epée, der Sohn von Moualong, erhielt von Doumè, einem Duala, Land in Madoumwale. Daher heißt es, dass die Deïdo aus Madoumwale stammen. In der Folge heiratete Epée Kanya, ein Duala-Mädchen und Schwester von Kwan Ewondè, einem Anhänger Akwas. Aus den Nachkommen Epées, der mit Moula auch noch eine weitere Frau hatte, sowie aus der Tochter Kwan Ewondès gingen der Legende nach die fünf Deido-Linien hervor: die Bonajinge, die Bonarnoudourou, die Bonateki, die Bonatene und die Bonantone.

## Charakteristika

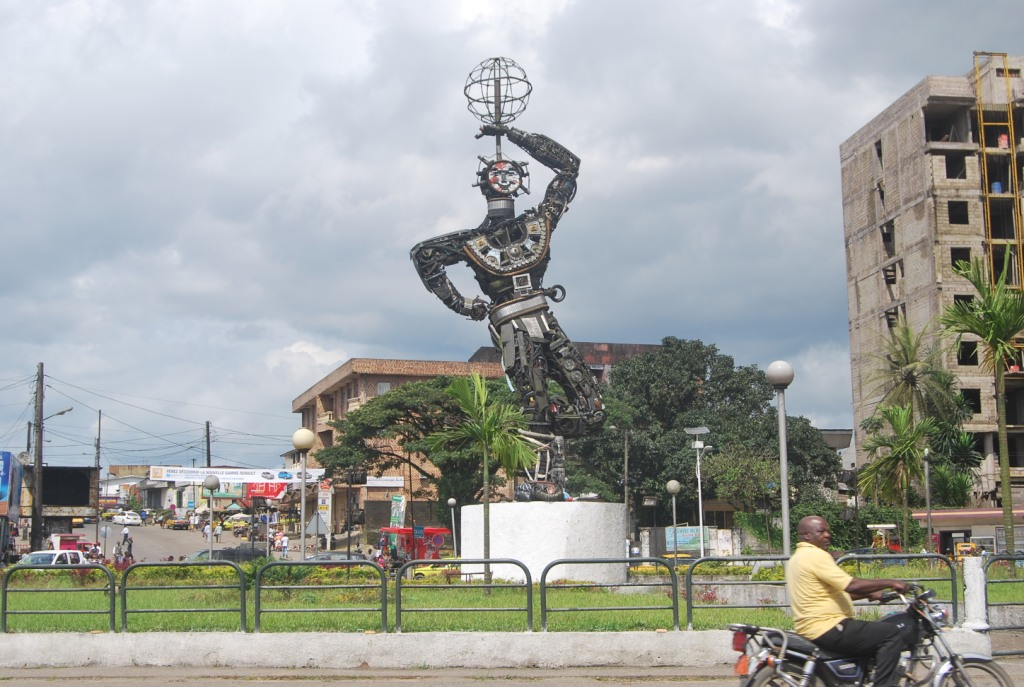
Der Deïdo-Kreisverkehr mit der Statue La Nouvelle Liberté.

Deïdo ist einer der historischen und beliebten Stadtteile von Douala. Das Quartier ist von zentraler Bedeutung für die Stadt Douala, insbesondere am Deïdo-Kreisverkehr, einem Hauptverkehrsknotenpunkt, an dem sich die beiden Wouri-Brücken befinden, die die beiden Ufer des Flusses Wouri verbinden. Die Statue La Nouvelle Liberté befindet sich in dem Quartier.
Deidos Sektoren:
- Rond-point
- Bonatéki
- Bonantoné
- Grand-Moulin
- Bonajinjé
- Bonamouti-Deido

### Ausbildung
- Öffentliche Grundschule Saint-Gérard
- Eyanga Nkongo College
- Alfred-Saker-College.

### Weitere Einrichtungen
- Klanggarten Bonamouti, 2010 vom belgischen Künstler Lucas Grandin entworfen[3]
- Deïdo-Friedhof
- Katholische Pfarreikirche Saint-Jean l'évangéliste de Deïdo, gegründet 1898,
- Nazareth-Kirche der Union des églises baptistes du Cameroun

### Sport
Der Fußballverein Leopard Sportif de Douala ist Deïdo beheimatet.

## Galerie

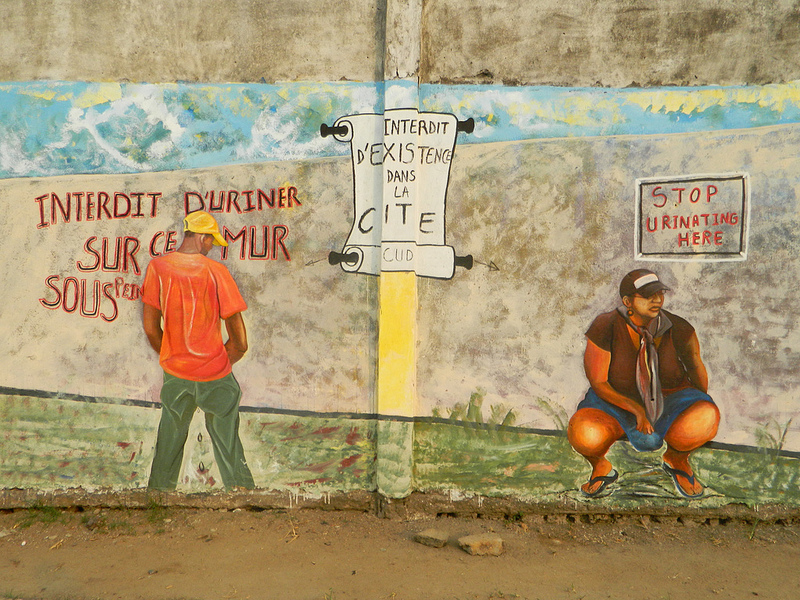
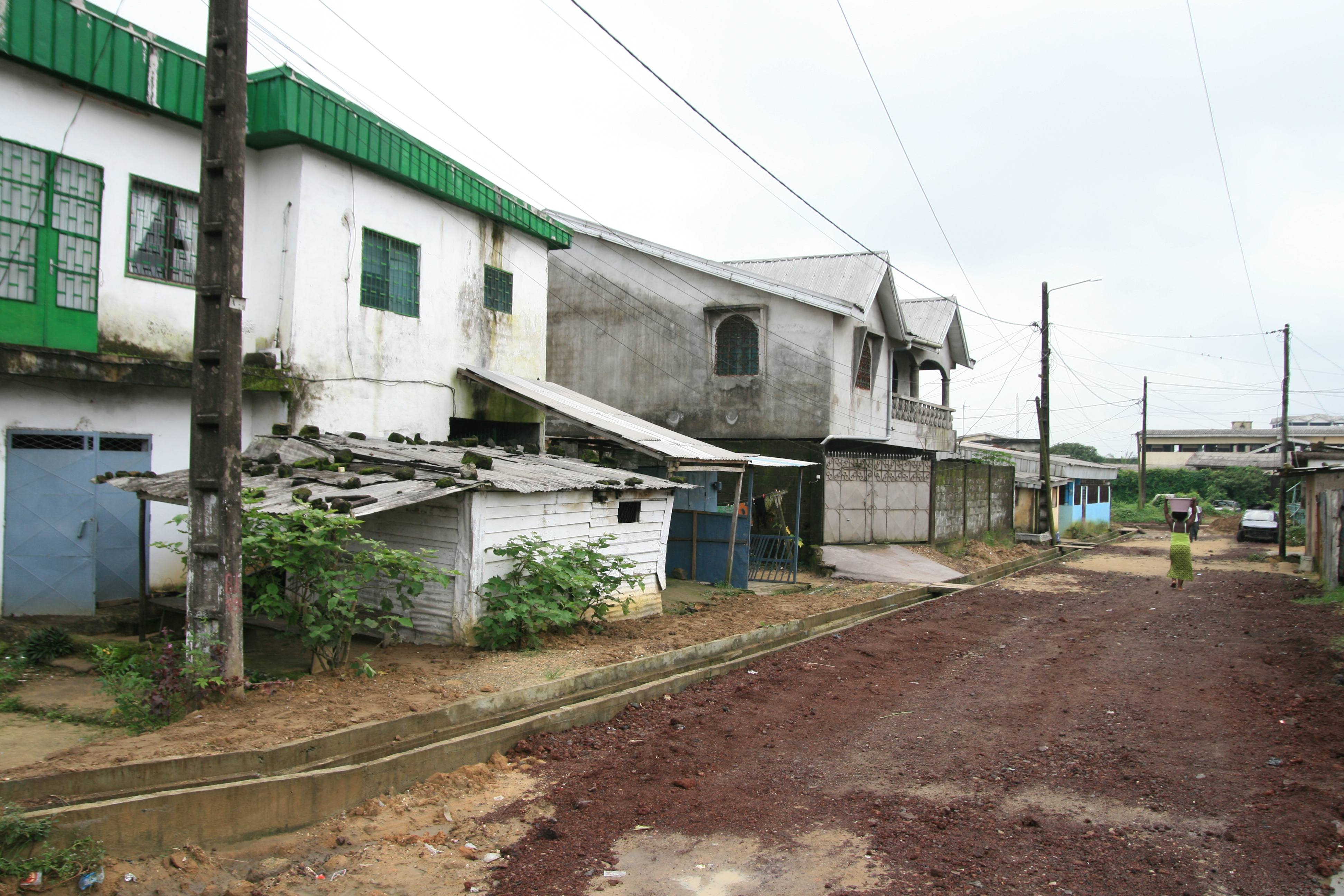
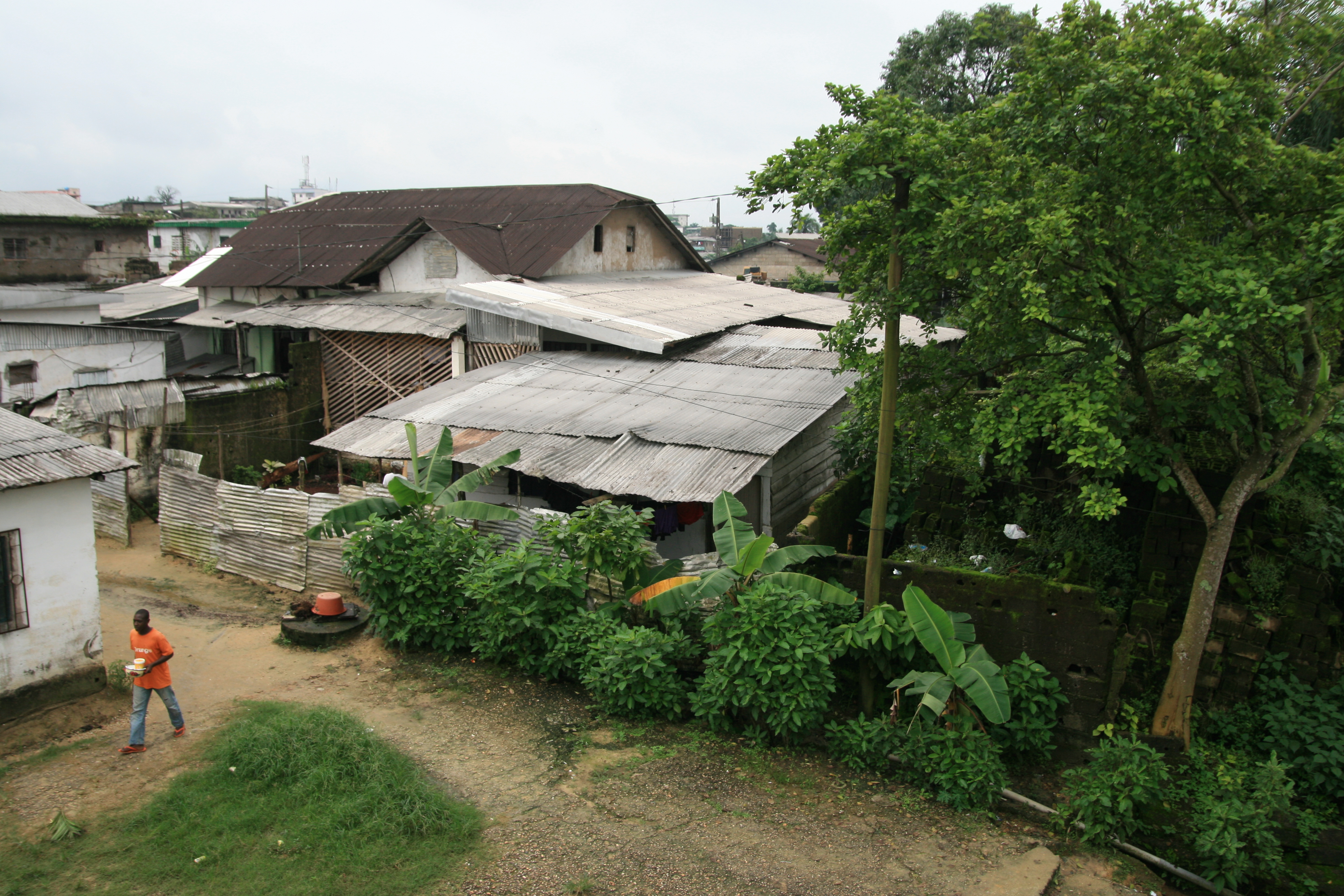
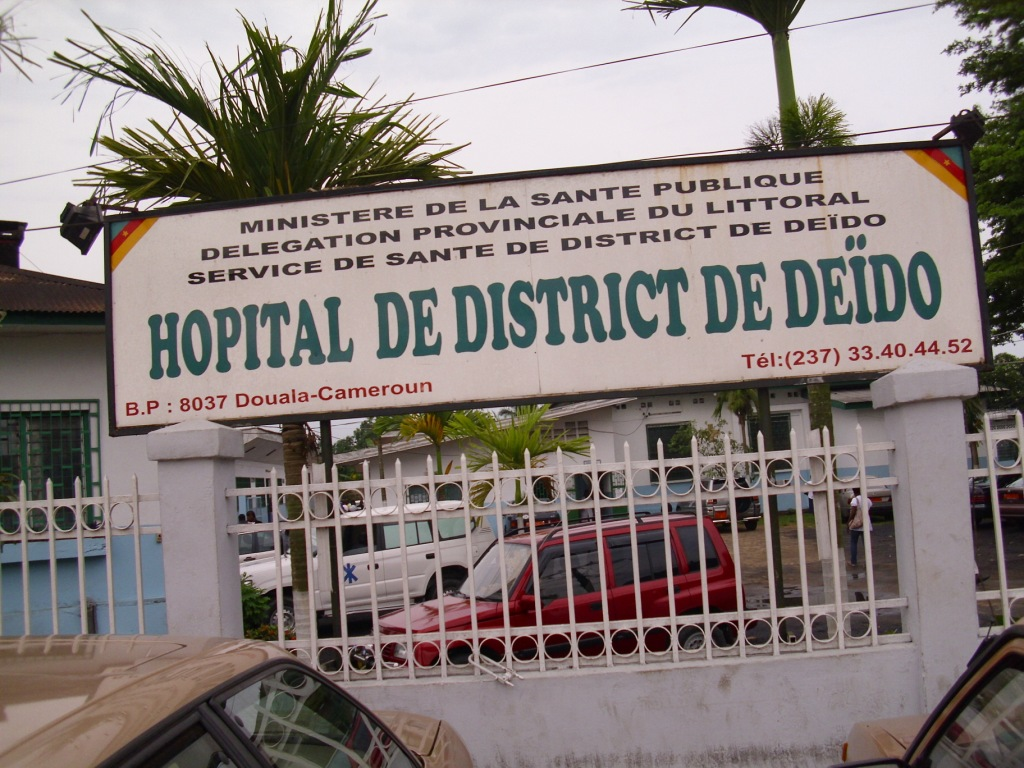
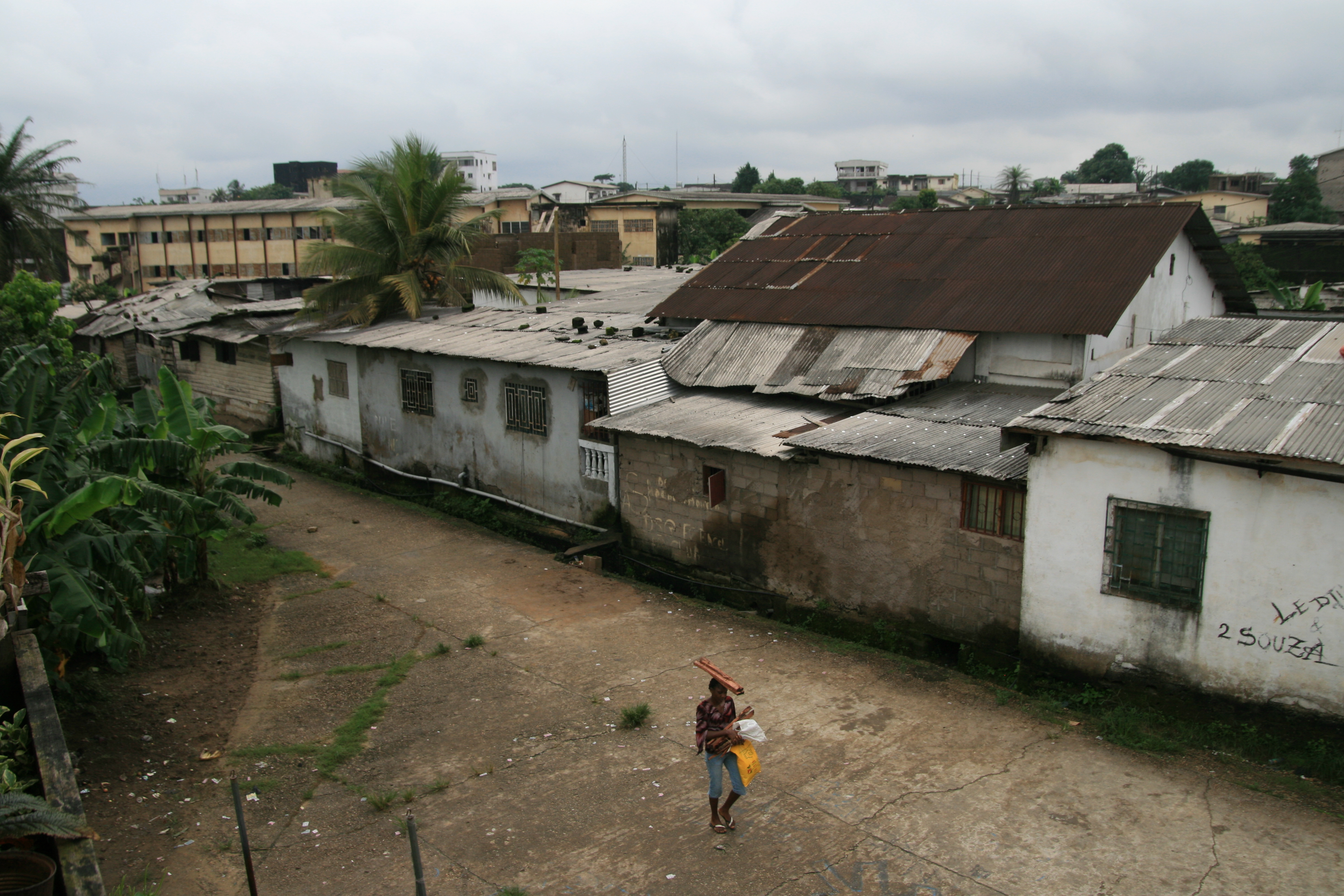
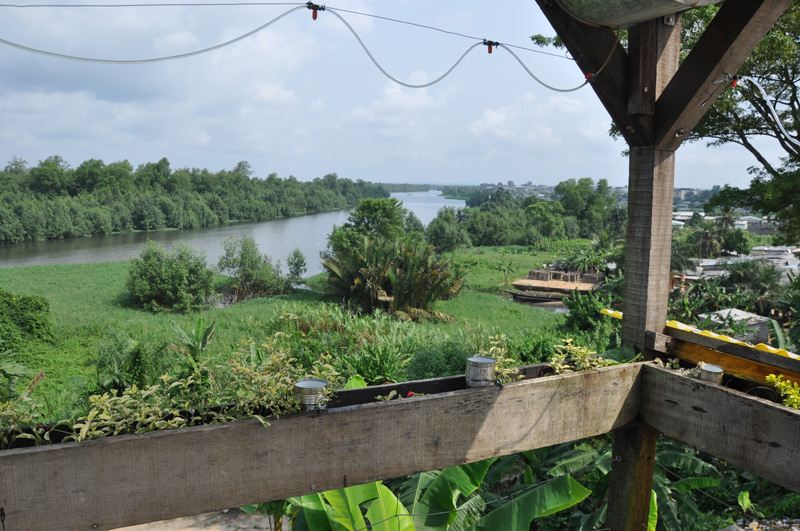
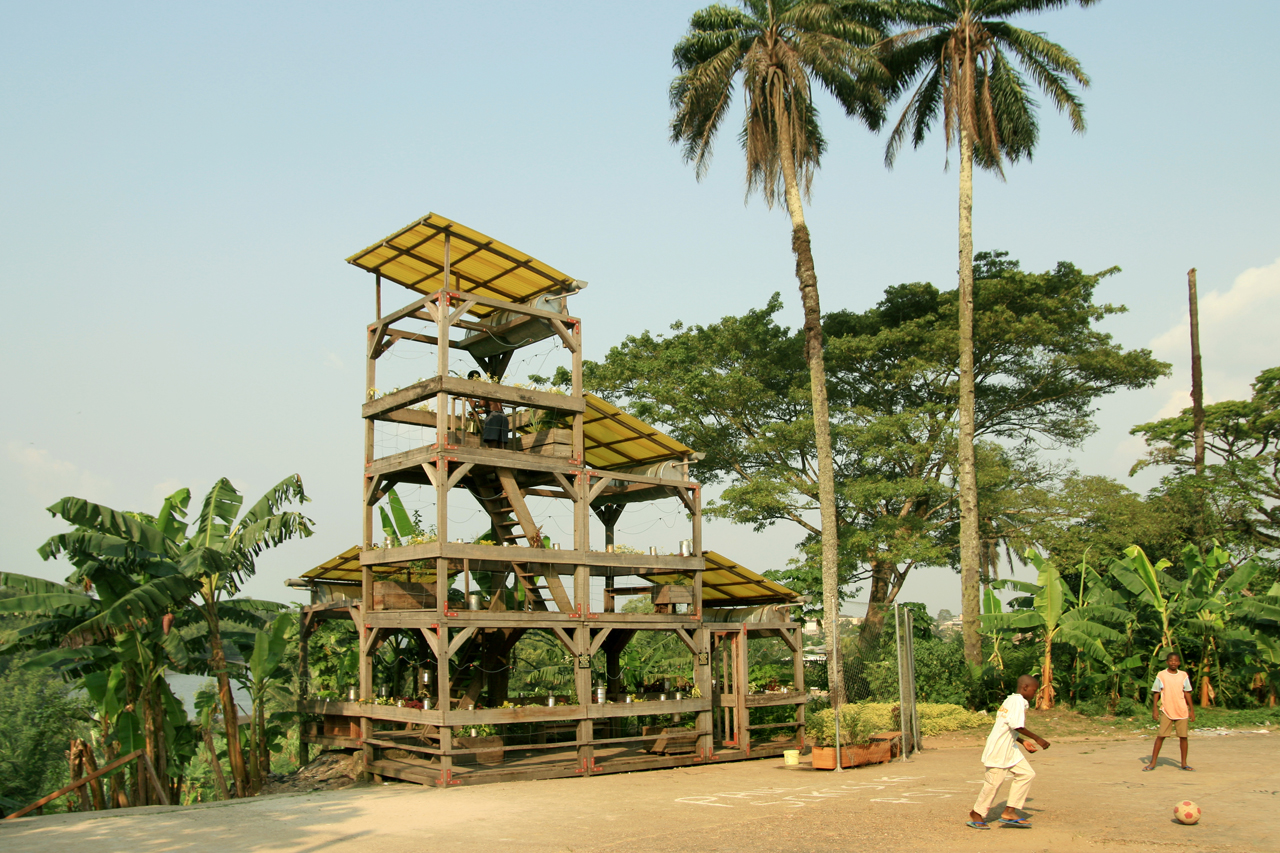
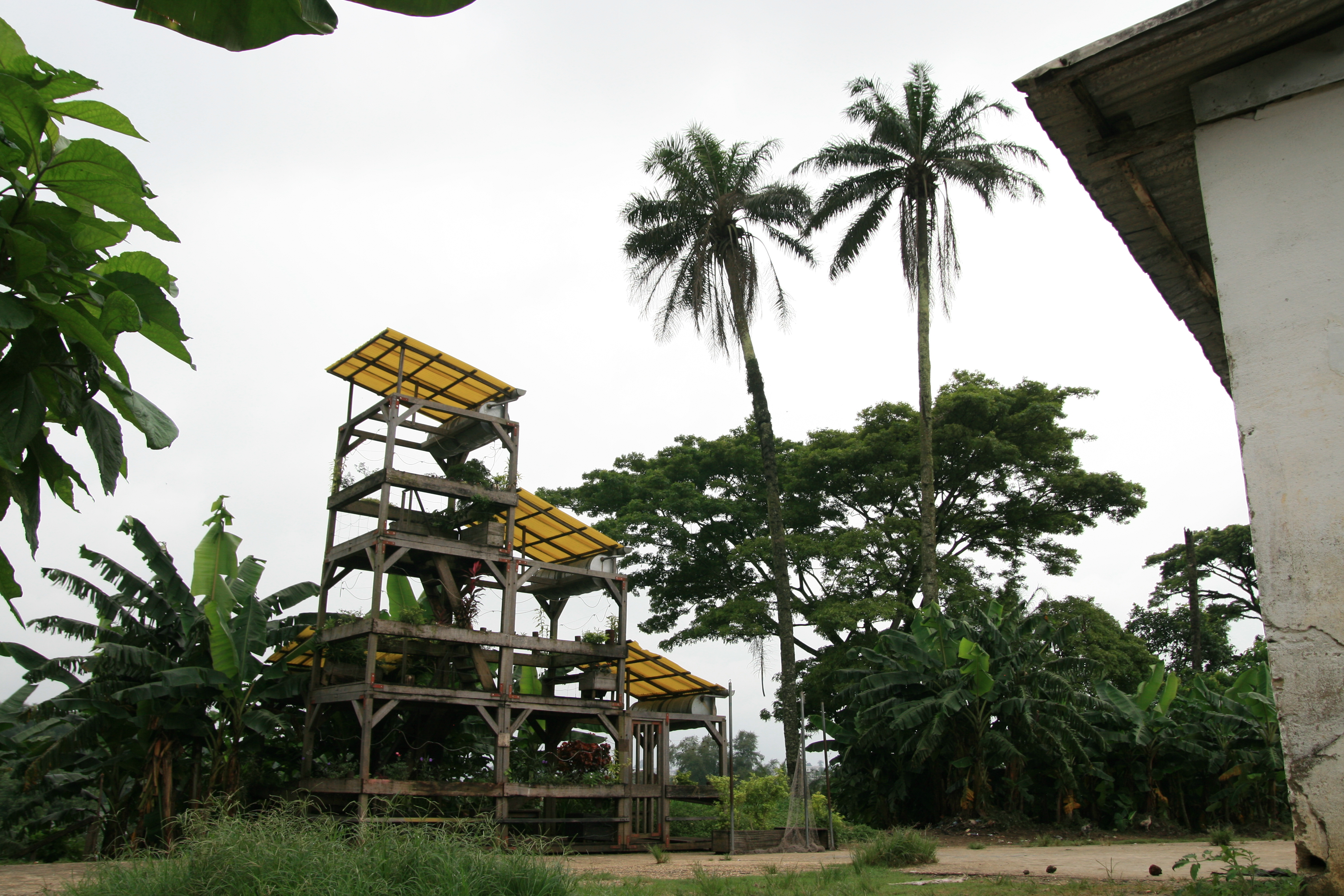

Eindrücke aus Deïdo.